# Paratheuma ramseyae
Paratheuma ramseyae là một loài nhện trong họ Desidae.
Loài này thuộc chi Paratheuma. Paratheuma ramseyae được miêu tả năm 1989 bởi Beatty & Berry.